# Новоживотов
Новоживотов (укр. Новоживотів) — село в Винницком районе Винницкой области Украины с населением 960 (на 2021 г.). Прежние названия: местечко Животов, деревня Старый Животов. Недалеко также находится село Животовка.
Через село протекают речки Роська, Пикалка, Жива и Живка.
Впервые упоминается в 1648—1649 годах в связи с выделением Животовского полка как административно-территориальной и войсковой единицы Правобережной Украины.

## Известные уроженцы и жители
- Гуцало, Евгений Филиппович
- Любченко, Аркадий Афанасьевич
- Пинчик, Пьер